# Protaetia fieberi
Protaetia fieberi (Kraatz, 1880) è un coleottero appartenente alla famiglia degli Scarabeidi (sottofamiglia Cetoniinae).

## Descrizione

### Adulto
Si tratta di un insetto di medie dimensioni (solitamente attorno ai 18-21 mm) molto appariscente che presenta una livrea solitamente del tutto dorata sulle elitre e rossiccia nella parte inferiore dell'addome. Il torace presenta una folta peluria, in prossimità dell'attaccatura delle tre paia di zampe. Il primo paio, presenta delle seghettature, utili all'insetto per scavare.

### Larva
Le larve sono bianche e della tipica forma a "C", con sui fianchi una serie di forellini chitinosi, utilizzati per respirare. Le larve presentano 3 piccole paia di zampe sclerificate, così come la testa che a sua volta presenta un paio di robuste mandibolearca.

## Biologia

### Adulto
Gli adulti compaiono a primavera inoltrata e sono visibili per tutta la durata dell'estate specialmente in ambienti boschivi e forestali. Sono di abitudini diurne e si nutrono di fiori, frutta matura o della linfa che sgorga dagli alberi.

### Larva
Per tutta la durata dello stadio larvale P. fieberi si nutre di legno marcio.

## Distribuzione
P. fieberi si trova in tutta Europa (Italia compresa) ad eccezione dell'estremo nord e delle regioni più a sud, fino alla Siberia.

## Conservazione
P. fieberi è considerata dalla IUCN una specie prossima alla minaccia. Tuttavia sul territorio italiano è più rarefatta e ed è considerata come vulnerabile..